# Neusticomys monticolus
Neusticomys monticolus је врста глодара из породице хрчкова (лат. Cricetidae). 

## Распрострањење
Врста је присутна у Еквадору и Колумбији.

## Станиште
Станишта врсте су шуме и слатководна подручја.

## Угроженост
Ова врста није угрожена, и наведена је као последња брига јер има широко распрострањење.

### Популациони тренд
Популација ове врсте се смањује, судећи по расположивим подацима.